# 新宿赤十字病院
新宿赤十字病院（しんじゅくせきじゅうじびょういん）は、かつて東京都新宿区に存在した病院である。同区歌舞伎町において、日本赤十字社東京都支部が1996年（平成8年）まで運営していた。

## 概要
太平洋戦争（大東亜戦争）末期の1945年（昭和20年）、医学博士篠田義市の経営していた篠田療院を日本赤十字社が買収したのが始まりである。日本赤十字社東京支部篠田療院として発足した当初の診療科は外科と小児科であった。空襲による被災を免れた病院には敗戦後、GHQに社屋を接収された日本赤十字社本社が一時移転していたこともあった。
1946年（昭和21年）4月1日に日本赤十字社東京支部西大久保療院となった後、1948年には産院、新宿赤十字産院として発足した。当初の病床数は30であり、実際には13床が稼動していた。初代院長には本社産科医長の鈴木武徳が就任したが、産院の発足には寿産院事件の影響もあったという。
1964年（昭和39年）には新館が完成したが、近隣病院との競合、さらには少子化・地域人口の減少による需要の後退もあって病院経営は次第に悪化した。このような状況下、1989年（平成元年）には再度一般病院に転換し、名称も新宿赤十字病院と変更して運営を続けた。
しかし日本赤十字社病院経営審議会は1994年（平成6年）、答申「新宿及び須磨赤十字病院の抜本的経営改善方策について」のなかで新宿赤十字病院について廃止の方針を決定した。これを受けて病院は1996年3月31日をもって廃院、武蔵野赤十字病院と統合された。建物は解体され駐車場となり、2021年には跡地にビジネスホテルが建築された。

## 年表
- 1945年3月3日 - 東京都淀橋区西大久保1の391番地篠田療院を買収し、日本赤十字社東京支部篠田療院とする
- 1946年4月1日 - 日本赤十字社東京支部西大久保療院となる。院長は篠田義市
- 1948年8月9日 - 新宿赤十字産院を設立。院長は鈴木武徳
- 1960年 - 隣接する新宿区西大久保1の402番地を買収
- 1964年 - 新館落成
- 1975年4月1日 - 院長に山下泰正就任（ - 閉院まで）
- 1989年7月1日 - 新宿赤十字病院と改称、一般病院へ転換
- 1994年4月27日 - 日本赤十字社病院経営審議会「新宿及び須磨赤十字病院の抜本的経営改善方策について」答申
- 1994年12月 - 入院患者の受け入れを停止
- 1996年3月31日 - 廃止